# Fox Confessor Brings the Flood
Fox Confessor Brings the Flood è il quarto album discografico in studio della cantautrice statunitense Neko Case, pubblicato nel marzo 2006.

## Tracce
Tutte le tracce sono di Neko Case, eccetto dove indicato.
1. Margaret vs. Pauline – 2:52
2. Star Witness – 5:16
3. Hold On, Hold On (Case, The Sadies) – 2:46
4. A Widow's Toast – 1:36
5. That Teenage Feeling – 2:42
6. Fox Confessor Brings the Flood (Case, Paul Rigby) – 2:42
7. John Saw That Number (tradizionale, Case) – 4:06
8. Dirty Knife – 3:18
9. Lion's Jaws (Case, The Sadies) – 2:28
10. Maybe Sparrow – 2:37
11. At Last – 1:35
12. The Needle Has Landed (Case, The Sadies) – 3:45